# Sergio Corona (actor)
Sergio Corona Ortega (Pachuca, Hidalgo, 7 de octubre de 1928) es un actor y comediante mexicano. 
Es conocido por interpretar a Sergio, en la serie de televisión Hogar dulce hogar (1974-1982), y a don Tomás, en la serie antológica Como dice el dicho (2011-2024).

## Biografía y carrera
Sergio Corona Ortega nació el 7 de octubre de 1928 en Pachuca, Hidalgo, siendo hijo de Miguel Corona y de María Cristina Ortega. En 1931, comenzó a estudiar ballet clásico con los hermanos Silva y Sergio Hungar en la Academia de Bellas Artes. El gusto que tenía por la danza hizo que abandonara la secundaria cuando cursaba el segundo grado.
Después de abandonar los estudios escolares por seguir el baile, Sergio Corona buscó la forma de ganar dinero para sufragar los gastos, obteniendo su primer empleo como mozo en una tienda de zapatos El Borceguí del Zócalo de la Ciudad de México por varios años. Aunque tenía sus habilidades como bailarín le dieron la oportunidad de trabajar en el Teatro Río al lado de dos bailarines: Carlos Marín y Antonio de la Torre, además hacía también dueto con Cuquita Martínez, después Jesús Martínez "Palillo" lo invitó a suplir al bailarín Trotsky (José Luis Aguirre) durante el sketch de una escuelita interpretando a un minusválido.
En 1950, realizó, junto con el Ballet «Chapultepec», una exitosa gira por La Habana, Cuba, donde permaneció por más de un año. Al volver a México se fue dando cuenta de que su carrera como bailarín se podía complementar con la de la actuación, empezando a tomar clases con los maestros Luz Alba, Seki Sano y los hermanos Silva. Hizo su debut durante el transcurso de la Época de Oro del cine mexicano, apareciendo con un papel no acreditado en la película Curvas peligrosas, lanzada ese mismo año en que comenzó a prepararse como actor.
Después de una gira por Sudamérica y cuando regresó a Cuba, debutó en el Teatro Cervantes con su cuñado Alfonso Arau, esposo de su hermana Magdalena, se unieron como pareja profesional presentándose como los bailarines Arau y Corona obteniendo gran éxito, permaneciendo juntos durante siete años hasta diciembre de 1959, decidiendo cada uno seguir su propio camino.
Sergio prefirió la actuación sobre todo en las telenovelas y programas cómicos y fue abandonando poco a poco el ballet clásico, no así el baile. Sus primeras telenovelas fueron historias sentimentales como Con las alas rotas, y después la película Lola de mi vida.
Su primer programa estelar es la serie cómica Hogar dulce hogar de 1974 a 1982 al lado de los actores Luz María Aguilar, Begoña Palacios y José Gálvez. Este programa se convirtió en un clásico de la televisión mexicana, presentando las historias simpáticas de dos matrimonios (Corona-Aguilar y Gálvez-Palacios), teniendo como escenario un edificio de departamentos. A la muerte de José Gálvez, entraron a sustituirlo los actores Janet Arceo y Manuel "Flaco" Ibáñez. Sergio, en la trama, era el típico chaparro sumiso, humillado por su ambiciosa y neurótica esposa y ésta lo ridiculizaba y lo comparaba delante de sus amigos y vecinos.
También Sergio Corona es autor de la canción Mírame y  Remate del álbum El príncipe de José José grabada en 1976.
En 2011, se incorporó a la serie antológica Como dice el dicho con el papel de don Tomas, mismo que personificó hasta 2024.

## Vida personal
En la década de los sesenta tuvo un romance con Raquel Vázquez, con quien procreó una hija, cuya identidad y nombre son desconocidos. De este amorío destacó el hecho de que Manuel Valdés, amigo y compadre de Corona, también engendró un hijo con Vázquez. Esta historia fue revelada por Marcos Valdés, hijo de su amigo Manuel.

## Filmografía

### Cine
- Curvas peligrosas (1950)
- El grito de la carne (1951) - Estudiante
- La Diosa de Tahiti (1953) - Hortensio Martínez
- Nunca es tarde para amar (1953)
- Miradas que matan (1954) - Bailarín
- El casto Susano (1954)
- Caras nuevas (1956)
- La locura del rock 'n roll (1957) - René
- Cien muchachas (1957)
- Viaje a la Luna (1958) - Cernadas
- Música en la noche (1958)
- El negoción (1959)
- Los pistolocos (1960)
- Tres tristes tigres (1961) - Salerio
- ¡Buenas noches, año nuevo! (1964) - Sergio
- El ídolo (1965)
- Lola de mi vida (1965)
- Amor amor amor (1965)
- Dos en el mundo (1966)
- Cómo seducir a una mujer (1967)
- Vacaciones misteriosas (1977)
- Cantaniño cuenta un cuento (1979)
- ¡Pum! (1979)
- Las esclavas (1987) - Cliente
- Cinco nacos asaltan Las Vegas (1987)
- Memorias y olvidos (1987)
- El misterio de la casa abandonada (1987) - Mesero
- Licencia para matar (1989) - Bellboy
- A ritmo de salsa (1994)
- Club eutanasia (2005) - Paco «el elegante»
- La mesa que más aplauda (2006)
- Plaza Sésamo: Bienvenida la primavera (2006) - Don Boni
- Propiedad ajena (2007) - Duque de Bexar
- Plaza Sésamo: ¡A mi me gusta contar! (2008) - Don Boni
- Sugar Candy (2011) - Ballon Seller
- Selección Canina  (2015) - Cañón Colmillo
- South of 8 (2016) - Abraham

### Televisión
- Noche del sábado (1966)
- Hogar dulce hogar (1974-1982) - Sergio
- Toda una vida (1981) - Pedro de Montejo
- Los papás de mis papás (1994)
- Pobre niña rica (1995-1996) - Don Miguel
- Vivo por Elena  (1998) - Don Fermín
- Infierno en el paraíso (1999) - Padre Juan
- Cuento de Navidad (1999-2000)
- Diseñador de ambos sexos (2001) - Actor
- Mujer, casos de la vida real (2001)
- El derecho de nacer (2001) - Manuel Puk
- De pocas, pocas pulgas (2003) - Benito
- La casa de la risa (2004-2005) - Él mismo / Padre Otero / Varios personajes
- La fea más bella (2006-2007) - Lic. Sánchez
- Fábrica de risas (2007) - Conductor
- Alma de hierro (2008) - Bernardo
- Plaza Sésamo  (2006-2009) - Don Boni
- Hasta que el dinero nos separe (2009-2010) - Don Jorge Álvarez del Castillo
- Mujeres asesinas (2010) - Don Hilario
- Esta historia me suena (2019-2022) - Dos episodios[7]
- Como dice el dicho (2011-2024) - Don Tomás León

## Premios y nominaciones

### Premios TVyNovelas
| Año  | Categoría              | Telenovela             | Resultado |
| ---- | ---------------------- | ---------------------- | --------- |
| 2003 | Mejor actor de reparto | De pocas, pocas pulgas | Nominado  |

### Premios Palmas de Oro
| Año  | Categoría                     | Telenovela                     | Resultado |
| ---- | ----------------------------- | ------------------------------ | --------- |
| 2010 | Toda una Vida en la Actuación | Hasta que el dinero nos separe | Ganador   |

### Otros
- Premios de la Agrupación de Críticos y Periodistas de Teatro «Sergio Corona por toda una vida en el mundo de la comedia» (2016).[9]